# La Revanche de Pinocchio
Pour les articles homonymes, voir Pinocchio (homonymie).
Pour plus de détails, voir Fiche technique et Distribution.
La Revanche de Pinocchio est un film américain réalisé par Kevin Tenney, sorti en 1996. Il s'agit d'une version film d'horreur de l'histoire de Pinocchio de Carlo Collodi.

## Synopsis
Déclaré coupable d'un meurtre d'enfant, le tueur en série Vincent Gotto (Lewis van Bergen) est condamné à mort. Il laisse à son avocate, Jennifer Clark (Rosalind Allen (en)), un ultime présent : une poupée de bois nommée Pinocchio (Dick Beals & Verne Troyer). Jennifer en fera cadeau à sa fille Zoe (Brittany Alyse Smith (en)), pour son huitième anniversaire. Zoé et Pinocchio deviennent inséparables. Une série d'événements aussi bizarres qu'effrayants surviennent, car la poupée de bois est possédée par l'esprit de Vincent Gotto qui s'est réincarné.

## Fiche technique
- Titre original : Pinocchio's Revenge
- Titre français : La Revanche de Pinocchio
- Réalisateur : Kevin Tenney
- Scénario : Kevin Tenney
- Musique : Dennis Michael Tenney
- Montage : Daniel Duncan
- Effets spéciaux : Gabe Bartalos
- Pays de production :  États-Unis
- Format : 1.33 - 4/3
- Genre : Horreur
- Durée : 94 minutes
- Budget : 1,600,000 $
- Interdit aux moins de 12 ans
- Sortie : 
  - États-Unis : 22 novembre 1996
  - Royaume-Uni 29 décembre 1996
  - France 15 janvier 1997
  - Italie 14 février 1997

## Distribution
- Rosalind Allen (en) : Jennifer Clark
- Brittany Alyse Smith (en) (VF : Dorothée Pousséo) : Zoe Clark
- Candace McKenzie : Sophia
- Dick Beals (VF : Marie-Eugénie Maréchal) : Pinocchio (voix)
- Verne Troyer : Pinocchio (voix double)
- Todd Allen (VF : Thierry Ragueneau) : David Kaminsky
- Aaron Lustig (VF : Nicolas Marié) : Dr. Edwards
- Lewis van Bergen : Vincent Gotto
- Ivan Gueron : la recrue patrouilleur
- Thomas Wagner : l'enquêteur de la criminelle
- Janis Chow (VF : Laurence Crouzet) : la présentatrice des infos
- Janet MacLachlan : la juge Allen
- Tara Hartman (VF : Marine Boiron) : Bess
- Danielle Keaton : amie de Bess
- Carianne Goldsmith : amie de Bess

### Du même sujet
- Chucky